# San Felipe Primero
San Felipe Primero är en ort i Mexiko.   Den ligger i kommunen José María Morelos och delstaten Quintana Roo, i den östra delen av landet, 1 100 km öster om huvudstaden Mexico City. San Felipe Primero ligger 34 meter över havet och antalet invånare är 703.
Terrängen runt San Felipe Primero är mycket platt. Runt San Felipe Primero är det mycket glesbefolkat, med 5 invånare per kvadratkilometer. Närmaste större samhälle är José María Morelos, 14,8 km sydost om San Felipe Primero. I omgivningarna runt San Felipe Primero växer i huvudsak städsegrön lövskog.